# Josip Balatinac
Josip Balatinac (ur. 7 marca 1979 w Kneževie) – chorwacki piłkarz grający na pozycji pomocnika w Baranja Belje.

## Kariera klubowa
W 1997 rozpoczął profesjonalną karierę w NK Osijek. Wcześniej grał w młodzieżowych drużynach tego klubu. W zespole tym spędził 9 lat, po czym dołączył do ASKÖ Pasching. Był w nim jednak tylko kilka dni, a następnie wrócił do ojczyzny i podpisał kontrakt z Hajdukiem Split. W połowie stycznia 2008 trafił do Hrvatskiego Dragovoljaca, jednakże po sześciu kolejkach rozwiązał kontrakt. W sierpniu tego samego roku podpisał kontrakt z drużyną Baranja Belje, gdzie gra do dziś (2013).

## Kariera reprezentacyjna
Balatinac zagrał w jednym meczu reprezentacji Chorwacji. Miało to miejsce 29 stycznia 2006 podczas Carlsberg Cup 2006, a rywalem była Korea Południowa. W przerwie spotkania został zastąpiony przez Mladena Petricia.